# Fredrik Landergren (jurist)
Sten Sture Fredrik Landergren, född  den 3 maj 1866 i Tingsås församling, Kronobergs län, död den 17 september 1952 i Kungälv, var en svensk jurist. Han var far till Sten Landergren.
Landergren avlade mogenhetsexamen i Helsingborg 1885 och hovrättsexamen vid Lunds universitet 1890. Efter tjänstgöring i underrätt och i Göta hovrätt blev han 1906 häradshövding i Västra härads domsaga och 1934 i den nybildade Njudungs domsaga, från vilken tjänst han avgick med pension 1936. Landergren blev riddare av Nordstjärneorden 1916 och kommendör av andra klassen av samma orden 1935.